# يفغيني فاسيليفيتش فرولوف
يفغيني فاسيليفيتش فرولوف (بالروسية: Фролов, Евгений Васильевич)‏ (مواليد 14 يونيو 1941) هو ملاكم روسي، مثّل بلاده في دورتي الألعاب الأولمبية الصيفية 1964 و1968.

## روابط خارجية
يفغيني فاسيليفيتش فرولوف على موقع أوليمبيديا (الإنجليزية)